# Alice Keppel
Alice Frederica Keppel (29 de Abril de 1868 - 11 de Setembro de 1947) foi uma socialite britânica e a mais conhecida amante do rei Eduardo VII do Reino Unido. Foi mãe da escritora Violet Trefusis, famosa por seu relacionamento com a poetisa Vita Sackville-West.
É bisavó materna da rainha Camila, segunda esposa do rei Carlos III do Reino Unido.

## Início de vida

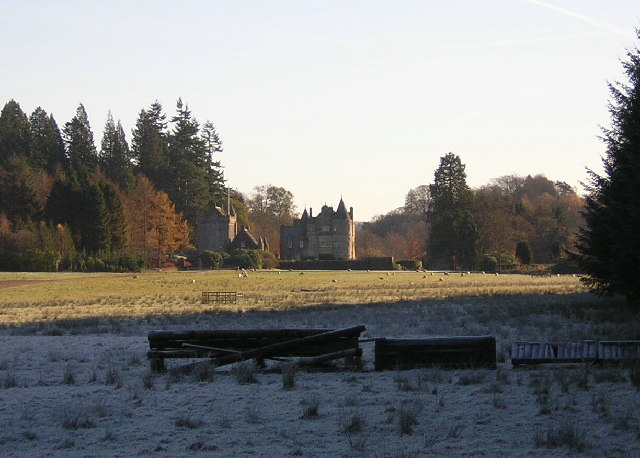
Castelo Duntreath

Alice Frederica Edmonstone (conhecida como "Freddie" pela família) nasceu em 29 de abril de 1868 no estaleiro de Woolwich em Kent. Ela era filha de Mary Elizabeth, nascida Parsons (1823–1902), e Sir William Edmonstone, 4.º Baronete (1810–1888), que na época estava servindo como Superintendente no Estaleiro. Além de sua posição como baronete, seu pai era um almirante aposentado da Marinha Real, e seu avô materno havia sido governador das Ilhas Jônicas Ela era a caçula de um irmão e sete irmãs e, enquanto crescia, era mais próxima de seu irmão, Sir Archibald Edmonstone (Archie) do que de suas irmãs.
Ela cresceu no Castelo Duntreath Castle, a casa da família Edmonstone desde o século 14. O castelo foi um presente de casamento do rei Roberto III da Escócia para sua filha a princesa Maria Stuart da Escócia, quando ela se casou com seu quarto marido, Sir William Edmonstone de Culloden, em 1425. Maria e William tiveram um filho, Sir William Edmonstone de Duntreath.

## Casamento

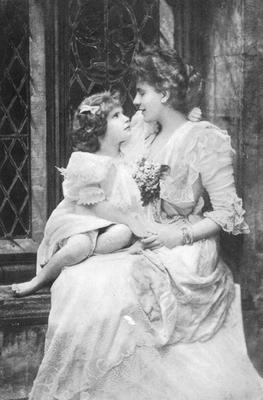
Violet criança com sua mãe, Alice, ca 1899.

Em 1 de junho de 1891, aos 23 anos, ela se casou com O Honorável George Keppel, filho do 7.º Conde de Albemarle. Keppel era quatro anos mais velho que Alice e servia como soldado no Exército Britânico na época de seu casamento. A família Keppel tinha um histórico de serviço para a família real britânica como descendentes de Arnold Joost van Keppel, favorito do rei Guilherme III da Inglaterra, que lhe concedeu o título de Conde de Albemarle em 1696. Alice e George Keppel tiveram duas filhas: Violet Trefusis (1894–1972) e Sonia Rosemary Cubitt (1900–1986).
A falta de dinheiro de seu marido levou Keppel a se envolver em casos com homens mais ricos, a fim de manter a família com o estilo de vida da alta sociedade londrina daquela época. Keppel começou seu primeiro caso com Ernest Beckett, 2.º Barão Grimthorpe; membros da família Keppel acreditavam que Beckett era o pai biológico da filha de Keppel, Violet. Keppel também teve um caso com Humphrey Sturt, 2.º Barão Alington.
O marido de Keppel disse uma vez sobre ela: "Não me importo com o que ela faça, desde que no final volte para mim." Os seus casos extraconjugais eram conduzidos com o conhecimento dele e, apesar de uma profunda afeição por sua esposa, ele também tinha amantes. "Ele próprio gostava muito de mulheres e não fez objeções à "amizade" do príncipe com sua esposa", afirmou o historiador Christopher Hibbert. Apesar dos casos extraconjugais de ambos os lados, uma de suas filhas descreveu o casamento de seus pais como um "casamento de companheirismo de amor e risos".

## Anfitriã da alta sociedade
Keppel se tornou uma das anfitriãs da alta sociedade mais conhecidas da era eduardiana. Nesse papel, ela tratou a todos com gentileza. Ela foi descrita como sendo espirituosa, gentil e temperamental. Sua filha mais velha, Violet, escreveu que, "Ela não só tinha um presente de felicidade, mas se destacava em fazer os outros felizes, ela parecia uma árvore de Natal carregada de presentes para todos".
O escritor britânico Sir Harold Acton descreveu Keppel: "Ninguém poderia competir com seu glamour como anfitriã. Ela poderia ter personificado Britânia em um tableau vivant e dar crédito àquela senhora." Keppel foi a inspiração para a personagem "Sra. Romola Cheyne" no romance de Vita Sackville-West, The Edwardians. Ela foi saudada como uma das belezas dos "safados anos noventa", descrita como tendo pele de alabastro, grandes olhos azuis, cintura fina, cabelo castanho e grande busto.

## Amante e confidente de Eduardo VII
Em 1898, Keppel de 29 anos conheceu Alberto Eduardo, Príncipe de Gales (mais tarde rei Eduardo VII), o herdeiro aparente, de 56 anos, do trono britânico. Apesar da diferença de idade de vinte e seis anos, ela logo se tornou sua amante. Keppel morava na 30 Portman Square, onde Eduardo a visitava regularmente; o marido dela convenientemente se ausentava durante as visitas. Seu relacionamento com Eduardo durou desde sua ascensão ao trono em 1901 e até sua morte em 1910. Keppel era uma das poucas pessoas no círculo de Eduardo VII que foi capaz de suavizar suas mudanças de humor.
A esposa de Eduardo, Alexandra da Dinamarca, gostava de Keppel e tolerava sua ligação com o marido. Ela preferia Keppel à amante anterior de Eduardo, Daisy Greville, Condessa de Warwick, de quem ela não gostava por ser indiscreta quando exibia sua posição. Millicent Leveson-Gower, Duquesa de Sutherland, meia-irmã de Lady Warwick, afirmou que o príncipe era "uma criança muito mais agradável desde que mudou de amante".

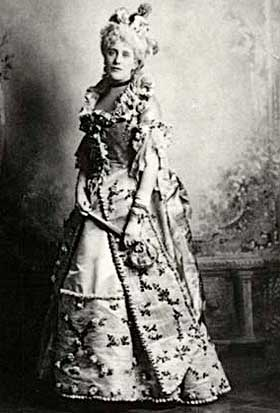
Alice em traje setecentista para um baile à fantasia, 1895

Por meio de sua associação real, Keppel ficou mais rica. O rei permitiu que amigos como Sir Ernest Cassel criassem doações que a mantiveram financeiramente segura. Em vez de dar a ela dinheiro diretamente da Privy Purse (Bolsa Privada), o rei deu a Keppel ações em uma empresa de borracha; mais tarde, estes ganharam 50.000 libras esterlinas, o equivalente a cerca de 7,5 milhões libras esterlinas atualmente. Eduardo deixou seus próprios banqueiros e consultores financeiros administrarem seus negócios. Ele também conseguiu um bom emprego para o marido de Alice, que pagava um salário mais alto. De acordo com Christopher Hibbert, "George alegremente foi trabalhar para Sir Thomas Lipton, que gentilmente encontrou um emprego para ele por iniciativa do príncipe". Com sua influência, Keppel também encontrou para seu irmão Archie um emprego na corte real durante os anos finais do reinado do rei Eduardo VII. Keppel mais tarde cuidou dele e de sua família.

### Posição na corte
Depois que Eduardo se tornou rei em 1901, a discrição de Keppel fez dela uma comunicadora perfeita entre o rei e seus ministros. Ela sabia como apresentar um assunto a ele para que ele ouvisse, mesmo que às vezes ele discordasse. O vice-rei da Índia disse uma vez que “houve uma ou duas ocasiões em que o rei estava em desacordo com o Ministério das Relações Exteriores, e eu pude, por meio dela, aconselhar o rei com vistas à aceitação da política externa do governo."
A influência de Keppel foi baseada em sua discrição, sutileza social e habilidade de conversação. Sua contribuição mais conhecida para a política foi seu papel como anfitriã liberal. Nessa função, ela atuou como representante de Eduardo e destacou os liberais e foi capaz de ajudar as causas do rei. Que influência ela teve na política é desconhecida, mas afirma-se que o rei a ouviu e dependia de seus conselhos. O biógrafo Raymond Lamont-Brown afirma: "Ele confiava totalmente em Alice e, por meio dela ... ele podia fazer sua opinião política ser conhecida. Uma mensagem para Alice foi suficiente para que um assunto discutível fosse colocado em uma conversa para avaliar o efeito, o que foi relatado de volta ao rei." O primeiro-ministro britânico H. H. Asquith sua esposa, Margot, certa vez, agradeceu-lhe por seu "conselho sábio" em uma carta. No entanto, ela não gostou que qualquer menção de seu envolvimento político com o rei fosse feita em público. Em 1933, quando as memórias de Margot Asquith foram publicadas, ela ficou irritada porque seu nome foi mencionado como conselheira política do rei.
Embora Keppel fosse conhecida por sua capacidade de persuasão, seus esforços para encorajar o rei a abandonar o fumo e a alimentação pesada não tiveram sucesso. Preocupada com a saúde do rei, ela escreveu uma carta ao ministro português Marquês de Soveral, pouco depois de Eduardo adoecer: "Quero que você tente fazer com que o rei consulte um médico adequado sobre seu joelho....faça o que puder com seu famoso tato e, claro, não conte a ninguém que escrevi para você." Sua carta, embora lida, não foi posta em prática.

### A morte do rei
A morte de Eduardo deixou Keppel tão histérica que, em seu leito de morte, ela teve que ser arrastada para fora de seu quarto pelos guardas. Envergonhada por seu comportamento, ela mais tarde tentou minimizar sua explosão dramática, mas acabou admitindo que não conseguiu se controlar. A era eduardiana acabou com a morte do rei, assim como o reinado de Keppel como amante favorita. O novo rei e rainha, Jorge V e Maria de Teck, organizaram a corte em linhas mais tradicionais, e Keppel não foi convidada a comparecer.

## Vida posterior
Em novembro de 1910, os Keppels deixaram a Grã-Bretanha. Keppel afirmou que foi por causa da educação de seus filhos, mas na verdade, foi por causa da morte do rei que fez sua vida mudar. A família passou dois anos viajando no Extremo Oriente e no Ceilão. Em seu retorno à Grã-Bretanha, eles compraram uma nova casa na 16 Grosvenor Street em Londres. Durante a Primeira Guerra Mundial, Keppel ajudou sua amiga Lady Sarah Wilson a administrar um hospital para soldados feridos em Boulogne.
Em 1925, Keppel e seu marido se mudaram para a Itália, comprando a Villa dell 'Ombrellino em Bellosguardo, perto de Florença. A villa havia sido a casa do cientista Galileu, do poeta Foscolo e do estudioso Charles Eliot Norton. Keppel contratou o arquiteto Cecil Pinsent para projetar o terraço da villa com caminhos que se cruzavam, que ela chamou de "jardim Union Jack"; e depois de sua morte sua filha Violet manteve a villa e seu jardim. Keppel e seu marido organizaram reuniões sociais na villa que atraiu pessoas importantes da alta sociedade; entre eles o primeiro-ministro britânico, Sir Winston Churchill. Durante seu tempo na Itália, suas filhas permaneceram no Reino Unido porque, nessa época, ambas já eram casadas. Keppel e seu marido voltaram ao Reino Unido em 1940, como resultado da Segunda Guerra Mundial.
Em 11 de dezembro de 1936, quando o neto de Eduardo VII, Eduardo VIII, abdicou do trono para se casar com Wallis Simpson; Keppel, enquanto jantava em um restaurante, disse: "As coisas estavam muito melhores na minha época".

### Morte

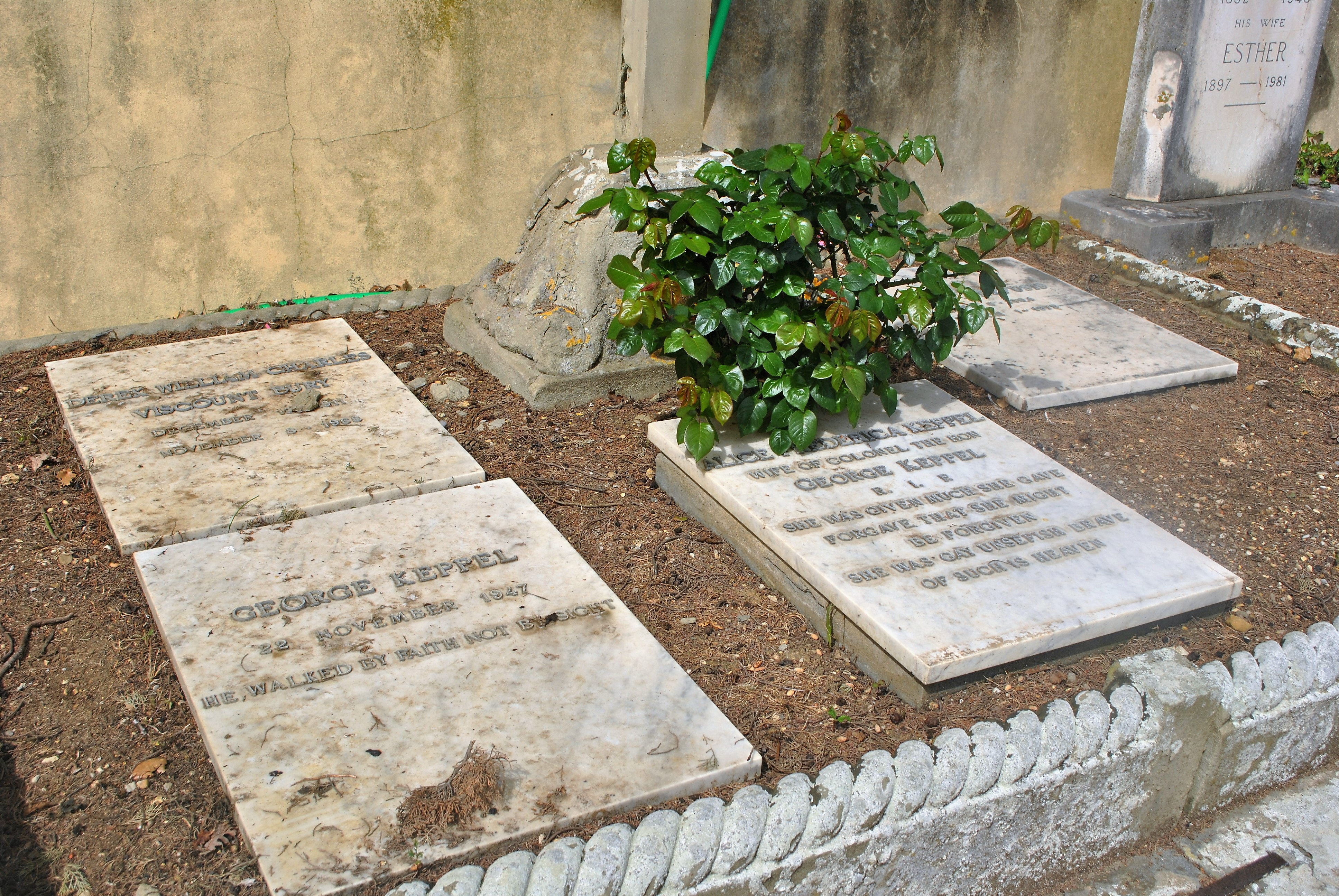
Cemitério Evangélico degli Allori, túmulos de Alice e George Keppel

Em 1946, os Keppels voltaram para sua villa na Itália e um ano depois, em 11 de setembro de 1947, ela morreu de cirrose hepática. Seu marido George morreu dois meses e meio depois. Dizia-se que ele não poderia viver sem ela, pois estavam casados há 56 anos. Ambos estão enterrados no Cemitério Evangélico degli Allori em Florença.

## Galeria

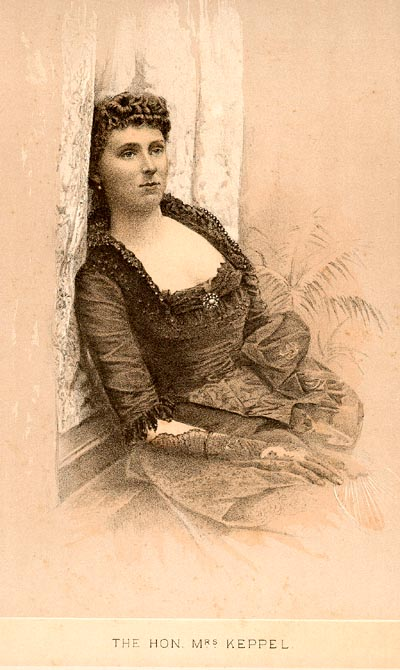
Alice Keppel em 1885
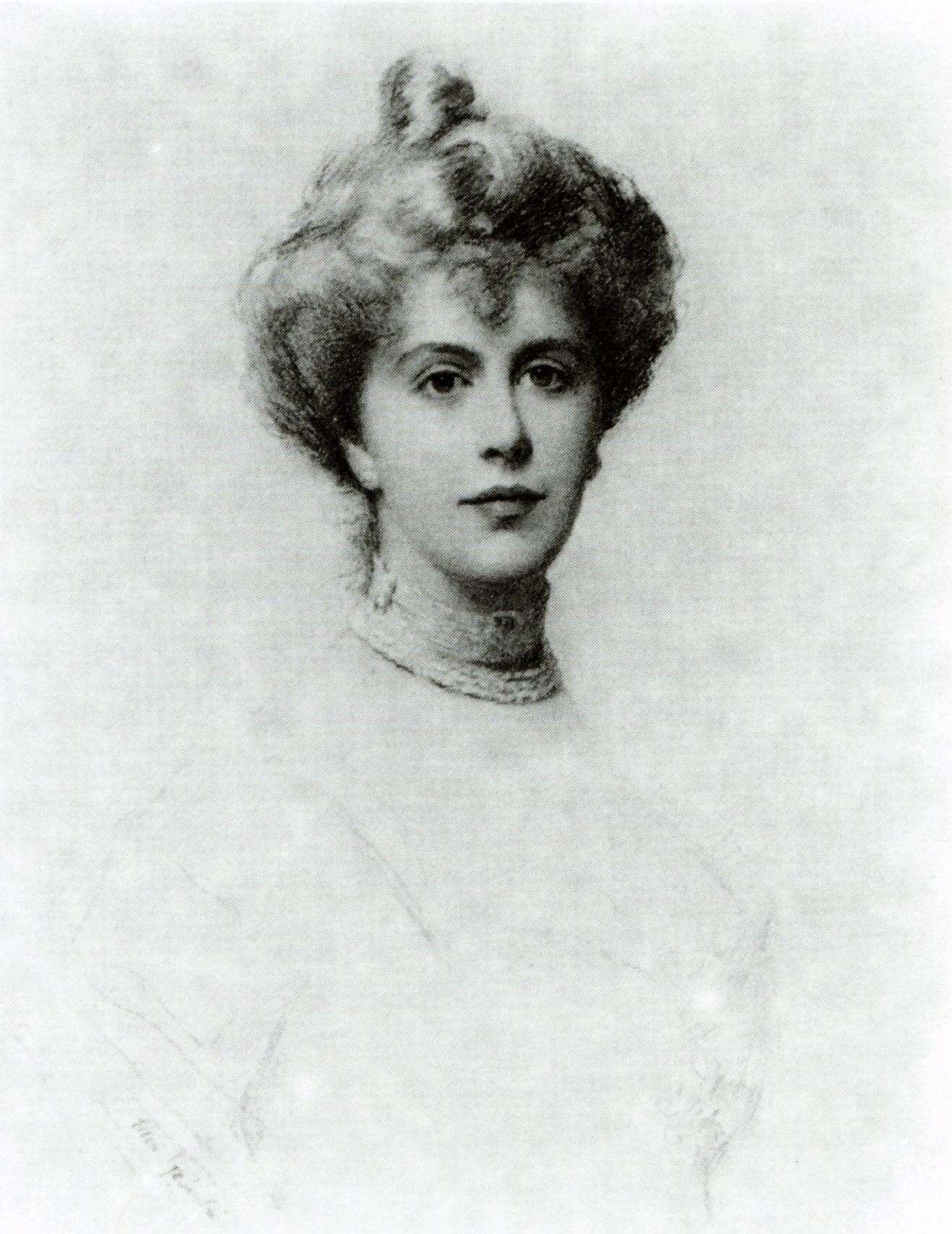
Fotogravura de Alice Keppel